# Vincenzo Sacco
Vincenzo Sacco, latinizzato come Vincentius Saccus (Bologna, 14 maggio 1681 – Bologna, 5 marzo 1744), è stato un giurista italiano.

## Biografia
Nacque nel 1681 a Bologna, figlio di Giovanni Paolo Sacco, dottore in diritto civile e canonico.
Fu educato nel collegio dei Gesuiti di Bologna, poi studiò filosofia dai Canonici regolari della Congregazione del Santissimo Salvatore lateranense e contemporaneamente diritto tramite l'Accademia degli Impazienti, un'accademia legale nata a Bologna nel 1589 e riavviata nel 1693. Nel 1711 ottenne la laurea in utroque iure.
Divenne membro del Collegio di diritto civile l'anno successivo, entrando poi nel Collegio dei giudici e degli avvocati. Ebbe la cattedra di diritto civile nel 1709; si dedicò all'insegnamento del diritto canonico e civile e del diritto statutario per tutta la vita, pubblicando varie opere su queste materie a partire dal 1713.
Nel 1716 gli fu assegnata la carica di promotore della Natio germanica, una delle Nationes in cui erano organizzati gli studenti e accademici bolognesi. 
A partire dal 1723 si dedicò a importanti consulenze e ricoprì vari incarichi civici, oltre a presiedere il Monte di Pietà.
Sacco fu insignito del titolo di cavaliere del Sacro Romano Impero e di conte palatino nel 1722. Nel 1730 era tra i quattro vicari dell'arcidiacono della cattedrale. Ottenne inoltre il titolo di conte da papa Clemente XII nel 1739.
Morì nel 1744 a Bologna.

## Opere
- Introductio ad studium utriusque juris, et Institutionum juris canonici libri quatuor, Bologna, 1713, 1722, 1733, 1741, 1747; Venezia 1760, 1774; Parma 1760.
- In quatuor libros institutionum juris civilis commentaria, quibus municipalia Bononiae jura sunt adjecta , Bologna 1716, 1728, 1735 (con l'aggiunta di Introductio ad studium iuris civilis), 1744; Venezia 1760, 1774; Parma 1764.
- (LA) Observationes politico-legales ad statuta Bononiae, Bologna, Lorenzo Martelli, 1743.